# (276033) 2002 AJ129
(276033) 2002 AJ129 — астероид, сближающийся с Меркурием, Венерой, Землёй и Марсом.
Сближение с Землёй произошло 4 февраля 2018 года в 21:31 UTC, расстояние 4,2 млн км, относительная скорость 38,9 км/c (140 000 км/ч).

## Сближения
| дата             | а. е.    | расстояний до Луны | небесное тело |
| ---------------- | -------- | ------------------ | ------------- |
| 06.02.1904 5:52  | 0,020583 | 8,02               | Земля         |
| 17.05.1944 0:43  | 0,034017 | 13,3               | Марс          |
| 15.05.2010 18:33 | 0,041241 | 16,1               | Марс          |
| 04.02.2018 21:31 | 0,028126 | 11,0               | Земля         |
| 05.02.2087 18:51 | 0,025090 | 9,77               | Земля         |
| 08.02.2172 12:56 | 0,004583 | 1,79               | Земля         |
| 08.02.2172 15:59 | 0,004600 | 1,79               | Луна          |

## Описание
2002 AJ129 был обнаружен 15 января 2002 года астрономами команды NEAT в обсерватории Халеакала, Гавайи, Соединённые Штаты. Он был удалён из системы мониторинга Sentry 3 февраля 2002 года.
Этот астероид, пересекает орбиты Меркурия, Венеры, Земли и Марса. Дуга наблюдения составляет 14 лет, имеет хорошо определённую орбиту и последний раз наблюдался в 2016 году. Классифицируется, как астероид Аполлона, потому что это околоземный астероид с полуосновной осью, которая больше, чем у Земли. Он также классифицируется, как потенциально опасный астероид (PHA), но это не означает, что существует краткосрочная угроза столкновения. Потенциально опасным астероид является только из-за его размера (абсолютная величина h ≤ 22) и минимального расстояния пересечения орбиты земли (Earth MOID ≤ 0.05 AU).

## 2018
На 4 февраля 2018 года в 21:31 по Гринвичу, астероид прошёл около 0.028126 АУ (4,207,600 км; 2,614,500 миль) от Земли. Расстояние приближения к Земле в 2018 году было известно с точностью 3 сигм ±200 км. 4 февраля 2018 11:00 UT астероид осветился до кажущейся величины 14 и имел солнечное удлинение более 100 градусов.

## 2172
8 февраля 2172 года астероид пройдёт на расстоянии около 0,00458 АУ (685 000 км; 426 000 ми) от Земли. Расстояния сближения с Землёй в 2172 м году известна с точностью 3 сигмы ±4000 км.
Что касается более поздних сближений астероида 2002 AJ129 с Землёй, то дальнейшие расчёты траектории сближения становятся менее точными. Например, при приближении к Земли 19 февраля 2196 расчётное расстояние составляет 0,24 AU (36,000,000 км; 22,000,000 mi), погрешность расчётов при этом увеличивается до ±2,4 миллиона км.